# ムボンベラ・スタジアム
ムボンベラ・スタジアム（英: Mbombela Stadium）は南アフリカ共和国ネルスプロイトにある収容人数40,929名の球技場である。
スタジアムはキリンの群れを模しており、クルーガー国立公園の近くにスタジアムがある。2010 FIFAワールドカップでは1次リーグ4試合が開催された。アフリカネイションズカップ2013の会場としても利用されている。